# Trévérien
Trévérien (bret. Treverian) – miejscowość i gmina we Francji, w regionie Bretania, w departamencie Ille-et-Vilaine.
Według danych na rok 1990 gminę zamieszkiwało 487 osób, a gęstość zaludnienia wynosiła 40 osób/km² (wśród 1269 gmin Bretanii Trévérien plasuje się na 837. miejscu pod względem liczby ludności, natomiast pod względem powierzchni na miejscu 758.).